# Carl Gottfried Theodor Chladenius
Carl Gottfried Theodor Chladenius (auch Karl Gottfried Theodor Chladni) (* 22. Juli 1759 in Großenhain; † 25. Mai 1837 ebenda) war ein deutscher Jurist und Bürgermeister.

## Leben
Carl Gottfried Theodor Chladenius wurde als Sohn des Theodor Chladenius, Amts- und Landphysikus in Großenhain geboren. Er entstammte einer sächsischen Gelehrtenfamilie. Sein Urahn, der lutherische Geistliche Georg Chladny (1637–1692) war Schuldirektor und Diakon in Herrengrund und später Pfarrer in Kremnitz im damaligen Ungarn. 1673/1674 wurde dieser während der Religionsverfolgung verjagt und ging mit seiner Familie erst nach Görlitz und wurde später Pfarrer in Hauswalde. Sein Großvater war Martin Chladni und sein Onkel war der Geschichtstheoretiker Johann Martin Chladni.
Carl Gottfried Theodor Chladenius besuchte die Stadtschule in Großenhain, anschließend die Fürstenschule Sankt Afra in Meißen und studierte danach Rechtswissenschaften an der Universität Leipzig.
Er wurde als Akzessist in den königlichen Ämtern Weißenfels und Nossen angestellt und wurde dort später Aktuar. 1782 trat er seine Advokatur in Großenhain an und 1784 wurde er als königlicher Generalakzis-Inspektor angestellt. Nach dem Tod des Bürgermeisters Kießling am 27. Mai 1789 wurde er zum Ratsmitglied im Großenhainer Stadtrat gewählt und dort später zum Bürgermeister ernannt. 1821 gab er das Bürgermeister-Amt wieder auf, blieb aber bis zu seinem Tod im Beisitz der Ratsversammlungen; als Ratsabgeordneter nahm er auch öfter an den Landtagsversammlungen teil.
1831 gab er sein Amt als Generalakzis-Inspektor auf und ging mit einer Pension in den Ruhestand.
Carl Gottfried Theodor Chladenius war verheiratet und hatte eine Tochter, Caroline Louise (* unbekannt; † 15. Januar 1825), diese heiratete in Hayn den Kanzelredner und Archidiakon Johann Friedrich Ernst Geudtner (1776–1845). Sowohl seine Ehefrau als auch seine Tochter starben lange vor ihm.

### Wirken
Er beschäftigte sich mit den Ausarbeitungen mehrerer Schriften über Rechtsgegenstände und städtische Verwaltungsverhältnisse und versuchte den nicht rechtskundigen Ratsmitgliedern, Dorfrichtern und Schöffen diese praktisch verständlich zu machen, indem er die Schriften Anweisung für Dorfrichter und Schöppen, Vorsichtige Bürger in Stadt und Handwerkssachen und Vorsichtige Erbschaftsnehmer, teilweise in mehrfacher Auflage, veröffentlichte. Weiterhin lieferte er mehrere wissenschaftlich-juristische Beiträge in Zeitschriften.
Er beschäftigte sich in Nossen mit der Klosterruine Altzella und sammelte historische Nachrichten zu Großenhain, obwohl viele Materialien am 8. Juni 1744 beim Stadtbrand in den städtischen und kirchenlichen Archiven vernichtet wurden. Seine Erkenntnisse veröffentlichte er 1788 in den Materialien zur Großenhainer Stadtchronik, er führte diese Veröffentlichungen in den Jahrgängen 1823–1826 im Großenhayner Unterhaltungs- und Intelligenzblatt fort, deren erstes Erscheinen als Großen-Hayner Wochen-Blatt 1806 durch ihn begründet wurde.

## Ehrungen
- Nach ihm wurde die Chladeniusstraße in Großenhain benannt.

## Schriften (Auswahl)
- Beschreibung der kurfürstlich-sächsischen Landesschule St. Afra in der Stadt Meißen. Dresden 1783
- Hayner Stadterbrechte und Statuten. 1784.
- De Exheredatione Liberorvm Ad Alias Cavsas, In Nov. CXV. Non Expressas Extendenda / Scripsit Et Illvstris Ictorvm Ordinis Avctoritate A. D. XXIV. Mart. An. MDƆCCLXXXI. Praeside D. Frid. Gottlieb Zollero ... Ad Dispvtandvm Proposvit Carolvs Gothofr. Theodorvs Chladenivs Hayna-Misnicvs. Lipsiae: Holl, 1781
- Materialien zur Großenhayner Stadtchronik. Pirna 1787.
- Anweisung für Dorfrichter und Schöppen zur vernünftigen und zweckmäßigen Amtsführung : in Absicht auf Chursächsische Unterthanen entworfen. Pirna: Schuffenhauer, 1788.
- Meletemata Svper Doctrinam Ivris Canonici Protestantivm De Divortio Viro Amplissimo Et Doctissimo M. Gottlieb Leberecht Spohn Prorectoris Perpetvi Et Professoris Philosophiae Apvd Tremonenses Archigymnasii Mvnvs Capessenti Gratvlabvndvs Scripsit Carolvs Gothofredvs Theodorvs Chladenivs Ivrispract. Haynens. Et Ivstitiar. : [Scripsimus Haynae a. d. XX. mens. Sept. A. R. S. MDCCLXXXVIII]. Dresdae: Litteris Henr. Guil. Harpeteri, 1788.
- Jahrbegebenheiten. Pirna 1788.
- Beschreibung und Verfaß. Pirna 1788.
- Ueber Abstellung von Stadtgebrechen. 1789.
- Versuch über die Einrichtung einer Dorfordnung. Leipzig 1791.
- Einige Nachrichten von gelehrten Großenhaynern Stadtkindern : bey Gelegenheit der öffentlichen Oster-Schulprüfung und dabey angestellten Einweisung eines neuen Conrectors hiesiger lateinischen Stadtschule, zur Nacheiferung im Fleiße und guten Sitten der Schuljugend mitgetheilet. Dresden 1792.
- Der vorsichtige Bürger in Stadt- und Handwerks-Sachen in gerichtlichen und außergerichtlichen Händel. Dresden 1792.
- Chronologisches Repertorium des Rechts der Zeit nach kursächsischen Landesgesetz- u. Gerichtsverfassung. Großenhain 1802.
- Mathilde, die Magdeburgerin oder die zweimalige Rückkehr aus der Todtengruft. Neustadt a. d. O. Wagner 1810.
- Worte der innigsten Theilnahme an der 400jährigen Stiftungsfeier der Universität Leipzig am 4. December 1809 im Saale der zu Großenhayn bestehenden Societät gesprochen. Neust. an der Orla 1810.
- Handbuch für Rathsherren deutscher Provincial-Mittelstände, besonder in Absicht rechtsunerfahrner Personen. Neustadt a. d. O. Wagner 1810.
- Thaltou. Nauthold oder die drei schweren Proben der Liebestreue, ein Schauspiel. Jena 1812.
- Amanda Deut, oder: die Frau in unsträflicher Doppel-Ehe: ein Schauspiel in fünf Aufzügen; (nach einer wahren Geschichte der Vorzeit). Augsburg 1815.
- D. Martin Luthers Kraftspruch: Wenn man die Schulen fallen lässet: So nimmt die Finsternis des Verstandes und des Teufels Werk überhand. Leipzig Baumgärtner 1817.
- Ueber die Nothwendigkeit, durch frühzeitigen Schulunterricht Verbrechen und Strafen, mehr als zeither geschehen, vorzubeugen. 1835.